# Phaeophilacris kivuensis
Phaeophilacris kivuensis är en insektsart som beskrevs av Rehn, J.A.G. 1914. Phaeophilacris kivuensis ingår i släktet Phaeophilacris och familjen syrsor. Inga underarter finns listade i Catalogue of Life.